# AT-ST
AT-ST (англ. All Terrain Scout Transport — вездеходный разведывательный транспорт) — лёгкая двуногая боевая машина из фантастического киносериала Звёздные войны. Использовались Галактической Империей для разведки, патрулирования, боевого охранения более тяжёлых и маломанёвренных страйдеров-транспортёров AT-AT, огневой поддержки штурмовиков в бою при отсутствии тяжёлого оружия у противника. На вооружении Первого Ордена состояла усовершенствованная модель данного шагохода.

## Концепция и создание
Одиночный AT-ST кратко появляется в фильме «Империя наносит ответный удар» вместе с более крупными AT-AT во время битвы за Хот. AT-ST должен был иметь больше экранного времени; однако сцена, изображающая снежного спидера, стреляющего в модель AT-ST, была вырезана.
Для «Возвращения джедая» ILM сделал дизайн AT-ST более детальным. Было создано множество моделей, включая полноразмерный AT-ST. У режиссёра Ричарда Маркуанда и продюсера Роберта Уоттса было камео в качестве операторов AT-ST в сцены, в которой Чубакка оглушает пилота и Эвоки управляют AT-ST.

## Описание, конструкция и устройство
AT-ST представляет собой башню-рубку, где установлено вооружение и размещён экипаж, подвижно соединённую с двуногим шасси. Двуногое шагающее шасси по сравнению с гусеничным, колёсным шасси или ховер-платформой предоставляет большую свободу передвижений по трудной и пересечённой местности, такой как песчаная пустыня, снежная целина или лес с высоким кустарниковым подлеском (соответственно планеты Татуин, Хот и Эндор). Дополнительным преимуществом является хороший обзор из башни-рубки, благодаря открытым люкам. Бронирование лёгкое, рассчитанное только на защиту от пехотных бластеров и примитивных форм ручного метательного оружия. Вооружение включает две спаренные лазерные пушки по фронту башни-рубки, бластер по левому борту для самозащиты от тяжёлой бронетехники и гранатомёт по правому борту для улучшения противопехотных возможностей, а также когтями ног для разрушения небольших оборонительных сооружений. Экипаж составляют два человека — механик-водитель и оператор вооружения. Мест для десанта не предусмотрено, имперские экипажи AT-ST носили светло-серую униформу с открытыми шлем-касками.
Их подвижность позволяет им защищать более медленные AT-AT или поддерживать другие имперские сухопутные силы. Два AT-ST, со сложенными «ногами», можно перевозить внутри грузового отсека AT-AT. AT-ST имеют высоту 8,6 метра (хотя некоторые источники описывают их как 7 метров).

## Шагоходы в фильмах и сериалах
- Звёздные войны. Эпизод V: Империя наносит ответный удар
- Звёздные войны. Эпизод VI: Возвращение джедая
- Мандалорец

## Влияние

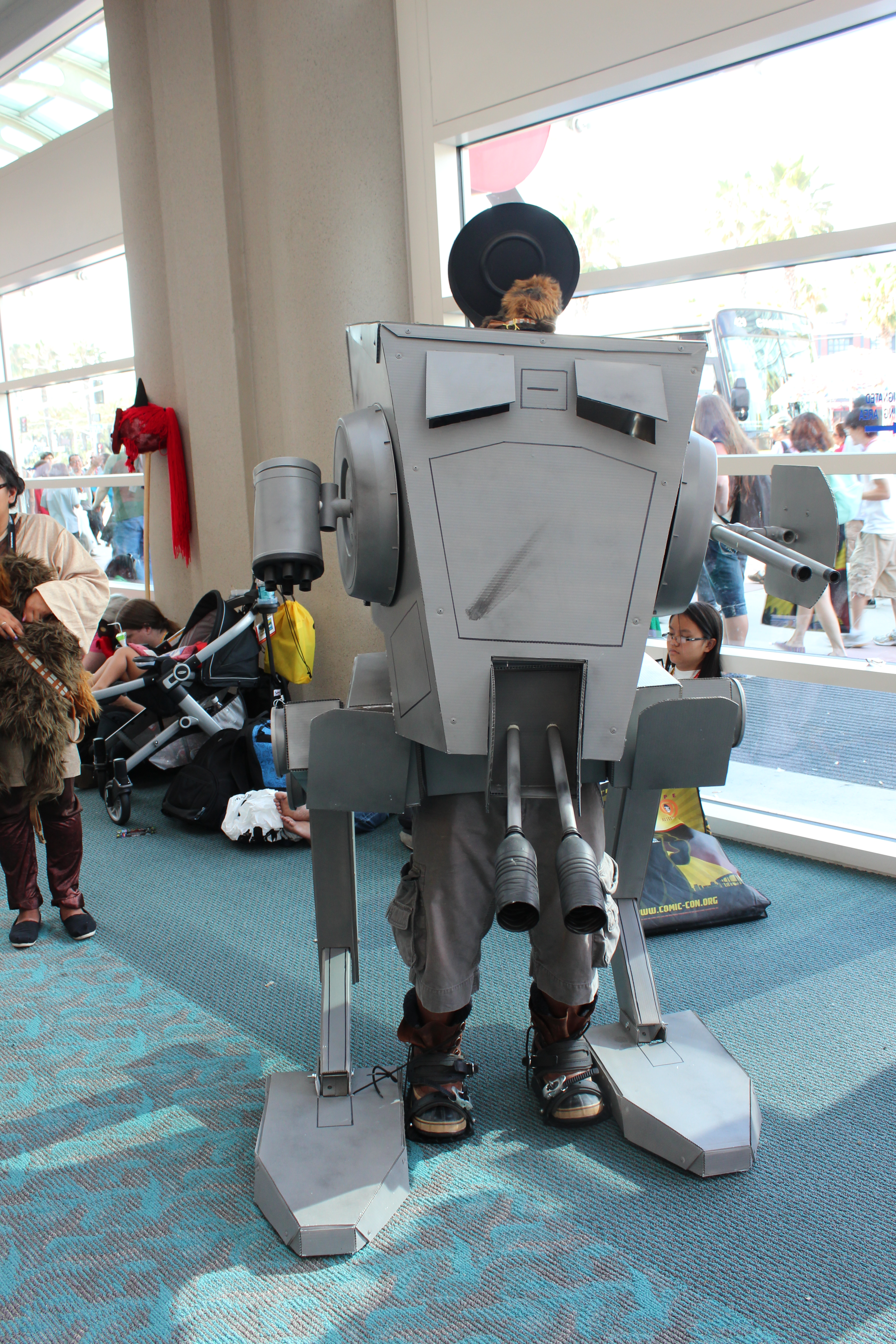
Боевой бронированный шагоход из «Звёздных войн»

в середине 1980-х Ли Сейлер подал в суд на Lucasfilm утверждая, что AT-ST нарушил его авторские права на то, что он назвал «Garthian Strider», который он якобы создал в 1976 или 1977 году. Дело было прекращено в суде, отметив, что не только Seiler не представил предполагаемые рисунки в суде, но что авторские права оформлены через год после выхода фильма «Империя наносит ответный удар».
Инженеры концерна «Калашников» задумали создать прямоходящую машину. Об этом сообщает «Калашников Media». «На международном форуме Армия-2018 „Калашников“ представил концепт управляемого прямоходящего комплекса. Перспективная цель применения антропоморфного комплекса — решение инженерных и боевых задач», — отмечается в сообщении концерна. Уточняется, что развитие технологии будет продемонстрировано на следующем форуме.
Исходя из представленных фото- и видеоматериалов, машина будет состоять из башни-рубки с панорамным обзором на шагающем двуногом шасси. Изделие оснащено двумя руками-манипуляторами. По внешнему виду концепт напоминает вездеходный разведывательный транспорт AT-ST из киновселенной «Звёздные войны».